# Indira Radić
Indira Radić (en serbio: Индира Радић; n. 14 de junio de 1966, Doboj) es una cantante serbobosnia de turbo-folk y pop de gran éxito en Bosnia-Herzegovina y Serbia. Desde que comenzase su carrera musical en 1990, Radić ha lanzado 15 álbumes de estudio y ha logrado establecerse como una de las artistas de más prestigio en los Balcanes sin apenas controversia en los medios de comunicación.
Nacida en la República Socialista de Bosnia y Herzegovina, Yugoslavia, pero de nacionalidad serbia, Radić comenzó su carrera musical con influencias turbo-folk y de sonidos folclóricos balcánicos, especialmente en sus sencillos "Daj mi obećanje", "Tužna vrbo", "Ugasi me", "Idi iz života moga", "Kafana", "Krug" o "Osvetnica i Voliš li me ti". Sin embargo, desde 2004 optó por incluir ritmos y melodías pop-folk.

## Biografía
Indira Radić nació en la localidad de Dragalovci cerca de Doboj, hija de Živko, funcionario de la Liga de Comunistas de Bosnia y Herzegovina, y Rosa, ama de casa, el 14 de junio de 1966 en la República Socialista de Bosnia y Herzegovina. Sus padres escogieron Indira por el primer ministro indio Indira Gandhi y desde una edad temprana notaron su talento para el canto, por lo que la joven Indira participó en muchos concursos de música en su infancia. Después de terminar la escuela primaria, se inscribió en una escuela de medicina en Doboj antes de trabajar como enfermera durante tres años en el Hospital Mladen Stojanovic en Zagreb.

## Carrera musical
En Yugoslavia hubo un concurso organizado para cantantes aficionados y la final se celebró en Sarajevo. Radić entró en el concurso y era una de las favoritas, pero el evento tuvo que ser cancelado debido a que estalló la guerra de Bosnia. Después de tres meses, Radić contactó con el sello discográfico Diskos y grabó su primer álbum Nagrada i Kazna (1992) con la banda Južni Vetar. Después del lanzamiento de su primer álbum, se trasladó a Belgrado con su familia para continuar con su carrera musical. Grabó dos álbumes más con Južni Vetar, Zbog tebe (1993) y Ugasi me (1994), antes de lanzar su primer álbum en solitario Idi iz života moga (1995) con el sello discográfico PGP-RTS. En 1996, Radić comenzó su contrato de tres años con ZaM, sello con el que grabó tres álbumes. El primero de estos fue Krug, que elevó su imagen. Fue seguido en 1997 de Izdajnik y en 1998 el galardonado Voliš li me ti, que proporcionó a Radić muchas presentaciones y giras exitosas.
En 2000, Radić comenzó a trabajar para Grand Production (anteriormente conocido como ZaM), lanzó el álbum Milenijum ese mismo año y Gde ćemo večeras en 2001.
Uno de los grandes éxitos en la carrera de Radić fue grabar el dúo "Lopov" con Alen Islamović, un cantante de la banda de rock yugoslava/bosnia Bijelo Dugme. El sencillo del dúo fue compuesto y producido Goran Ratković Rale para su álbum de 2002 Pocrnela burma. El dúo, que incorporó un nuevo género musical llamado "pop-folk", una mezcla de melodías populares y la música pop occidental, logró un gran éxito en los países de la ex Yugoslavia.
En 2003, Radić lanzó su undécimo álbum, Zmaj, que incluía las canciones "Zmaj", "Moj živote da l si živ", "Tika-tak", "Bio si mi drag" y "Pedeset godina", entre otros. El álbum recibió numerosos premios, entre los cuales estaba un álbum del año, de éxitos y álbum de la Década, así como el álbum más vendido. Las canciones de Zmaj fueron traducidas al búlgaro, rumano, griego, albanés y romaní.
En los estados sucesores de Yugoslavia, Radić tuvo éxito inicialmente en Bosnia y Herzegovina, Serbia, Macedonia del Norte y Montenegro. Radić luego realizó una gira balcánica. En 2004 se celebró el primer, y en ese momento, concierto más exitoso del mundo del espectáculo en el Palacio de los Deportes de Belgrado. En Bulgaria fue galardonada como la mejor y más popular cantante de los Balcanes en 2005. Entre 2004 y 2006, Radić celebró una exitosa gira y en 2006 recibió un premio por su gran cantidad de conciertos celebrados.
Radić lanzó el álbum Ljubav kad prestane (2005), con los éxitos "April", "Deset devet tri dva jedan" y la canción que da título al álbum. El álbum fue seguido en 2007 por Lepo se provedi con la exitosa canción "Imali smo, znali nismo". En 2008, el polémico sencillo "Pije millas se" (en castellano, «bebo»), del álbum Heroji (2008), incluyó un video musical en el que dos hombres se besan. En ese mismo álbum cantó un dueto titulado "Hajde sestro" con la cantante Ksenija Pajčin, asesinada dos años más tarde en Belgrado. En octubre de ese mismo año cantó la canción "Ako umrem triste" (una canción posteriormente lanzada en su álbum de 2011) y en diciembre de 2008 lanzó el álbum completo Heroji. En 2009 recibió un premio a la Cantante del año y fue declarada icono gay en Serbia en 2008. A mediados de 2009, Radić grabó el dueto "Možda baš ti" con Ivan Plavšić. La totalidad de la recaudación fue a la caridad y ganó premios y reconocimientos humanitarios por ello. En octubre de 2009, Radić lanzó los sencillos "Pusti me" y "Živim da živim".
En diciembre de 2011, Indira lanzó su decimoquinto álbum titulado Istok, sever, jug i zapad. El álbum incluía diecisiete canciones nuevas, incluyendo "Marija", que Indira cantó en francés, en un dúo con Stanko Marinković. La canción alcanzó gran éxito, con más de 100.000 visitas en YouTube en las primeras 24 horas de su lanzamiento y después de una semana consiguió el séptimo lugar de los vídeos más comentados de YouTube en todo el mundo.

## Vida personal

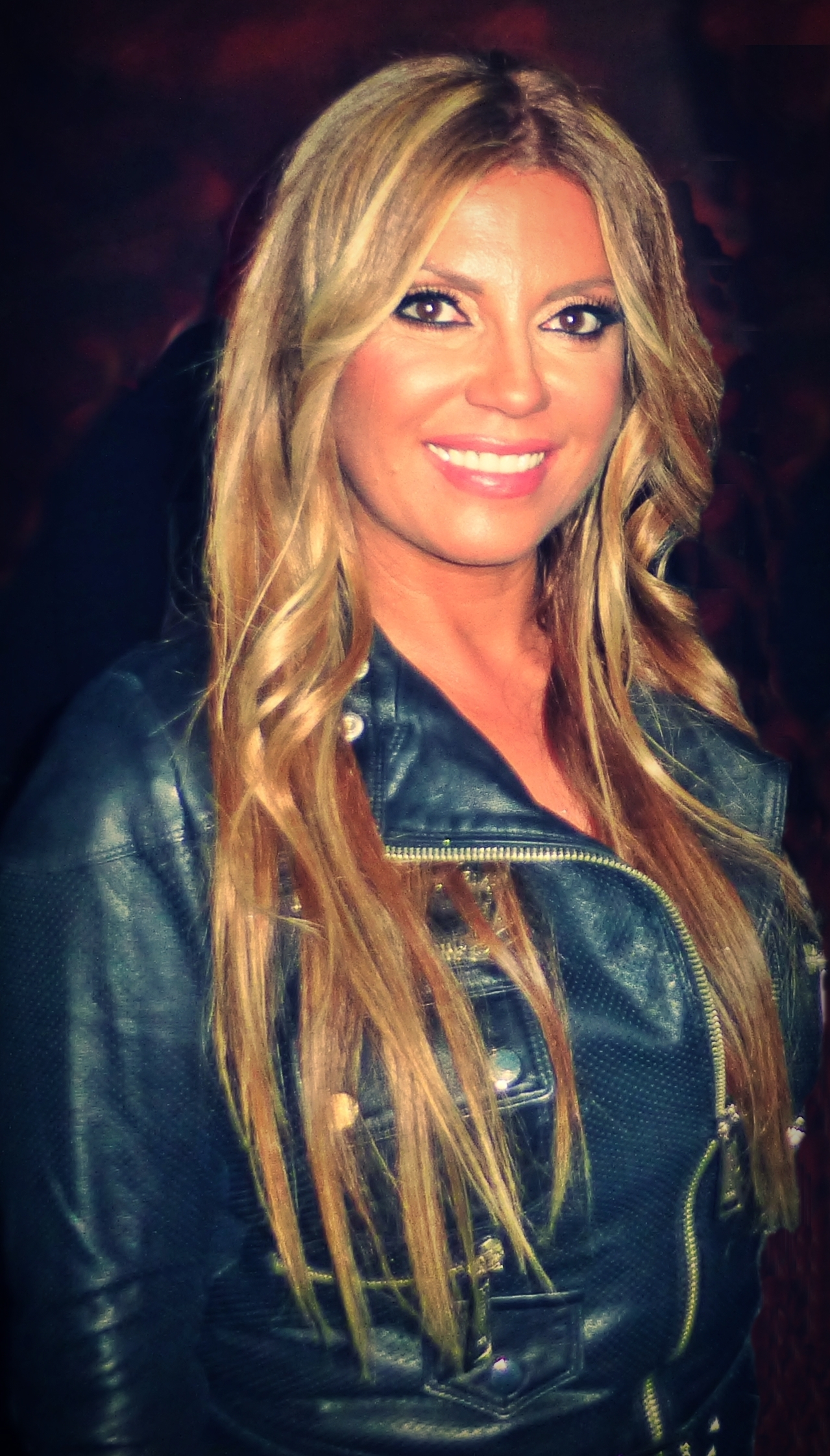
Radić en 2012.

Indira Radić lleva una vida retirada y mantiene su privacidad, como señalan colegas como Dragana Katić, quien dijo al respecto: "Ella (Indira) lleva una vida fuera del escenario completamente normal. Siempre es un agradable y bien intencionada". Indira dio a luz a su primer hijo, Severin, en 1991. Ese mismo año Indira Radić se mudó a Belgrado junto a su hijo, su marido y su madre, mientras que el padre permaneció en Dragalovci. Cuando Severin tenía cuatro años, su padre pidió a Indira regresar a Bosnia, pero Radić se negaba debido a que Belgrado ofrecía, según la cantante, más oportunidades para el desarrollo de su carrera. Al regresar un día del trabajo, Radić vio que su marido había dejado las cosas en su piso y que el niño no estaba allí. La pareja se divorció en 1996 y el tribunal concedió la custioda del niño a Indira Radić.
La cantante nunca habló de su vida amorosa, por lo que no se sabía nada de su pareja. Los medios de comunicación, desde hace años, llevan relacionando a Radić con su productor, Goran Ratković, pero ambos lo negaron, afirmando que siempre fueron amigos. A principios de 2010, los medios de comunicación búlgaros y serbios especularon que el cantante mantenía relaciones con el ministro búlgaro Mihail Mikov. Radić dijo solo les unían negocios. De hecho, en junio de 2009, el presidente de Bulgaria Georgi Parvanov solicitó a Indira celebrar varios conciertos como parte de su campaña electoral. Indira Radić es una confesa cristiana ortodoxa y vive en Belgrado, con su hijo y su madre Rosa.

## Discografía
- Nagrada i kazna (1992) con Južni Vetar
- Zbog tebe (1993) con Južni Vetar
- Ugasi me (1994) con Južni Vetar
- Idi iz života moga (1995)
- Krug (1996) con Srki Boy
- Izdajnik (1997)
- Voliš li me ti (1998)
- Milenijum (2000)
- Gde ćemo večeras (2001)
- Pocrnela burma (2002)
- Zmaj (2003)
- Ljubav kad prestane (2005)
- Lepo se provedi (2007)
- Heroji (2008)
- Istok, sever, jug i zapad (2011)